# Họ Phiên hạnh
Họ Phiên hạnh (danh pháp khoa học: Aizoaceae hay Ficoidaceae) là một họ thực vật hạt kín hai lá mầm. Họ này được nhiều nhà phân loại học công nhận, mặc dù có thời nó có tên gọi khoa học là Ficoideae, nhưng hiện nay không còn dùng nữa. Hệ thống APG III năm 2009 (không đổi so với hệ thống APG II năm 2003 và hệ thống APG năm 1998) cũng công nhận họ này và đặt nó trong bộ Caryophyllales của nhánh core eudicots. Hệ thống APG III cũng gộp các họ Mesembryanthemaceae Fenzl, 1836, Sesuviaceae Horan., 1834 và Tetragoniaceae Link, 1831 vào trong họ Aizoaceae.

## Miêu tả
Họ này chứa 123-135 chi và khoảng 1.900-2.020 loài (tùy quan điểm phân loại) cây chủ yếu là thân thảo, hiếm thấy thân gỗ, mọc thẳng hay bò (ít hay nhiều) có thể nhận ra nhờ các lá đơn, dày cùi thịt mọc đối hay so le, với gốc của chúng có màng nhầy và thường bao quanh thân và các tế bào biểu bì giống như bong bóng. Mép lá chủ yếu nguyên, hiếm khi thấy có răng cưa, mọng nhiều hay ít. Hoa lưỡng tính (một vài loài có hoa đơn tính), đối xứng tỏa tia, hoặc là có 5 thành viên bao hoa có màu xanh lục phía ngoài và màu khác bên trong hoặc vô số "cánh hoa" (không phải cánh hoa thật sự) thẳng hợp sinh nhiều hay ít ở phía dưới, tuy nhiên một vài loài có nhiều cánh hoa thật sự, dạng thẳng, có nguồn gốc từ các nhị lép. Thường có nhiều nhị hoa, bầu nhụy hạ (ít hay nhiều) và tách biệt. Hoa mọc kỳ dị hoặc thành xim chứa vài hoa, phát triển từ nách lá. Quả là dạng quả nang chứa 1 tới nhiều hạt mỗi ngăn, mở ra khi gặp ẩm do vách ngăn hay mô khác phồng lên.
Phần lớn các loài (khoảng 96%, hay khoảng 1.782 loài trong khoảng 132 chi) là đặc hữu của các khu vực khô cằn hay bán khô cằn tại miền nam châu Phi , nhưng có một vài loài tại Australia và Trung Thái Bình Dương. Phần lớn các loài là cây mọng nước và thuộc về các phân họ Mesembryanthemoideae và Ruschioideae.

## Tiến hóa
Họ Aizoaceae, cụ thể là các phân họ Mesembryanthemoideae và Ruschioideae, là những loài cây chi phối tại phần lớn khu vực Succulent Karoo ở tây nam châu Phi, chiếm trên 50% số loài và tới 90% sinh khối. Điều thú vị là Klak và ctv. (2004) đề xuất rằng ít nhất thì sự phân tỏa ở phân họ Ruschioideae tại tây nam châu Phi, vừa là gần đây (3,8-8,7 triệu năm trước) vừa là rất nhanh, quả thực, "hốc sinh thái khổng lồ" do toàn bộ họ này chi phối tại đây - là khu vực có mưa mùa đông khô hạn với nhiệt độ vừa phải - chỉ khoảng 5 triệu năm tuổi. Sự chuyên biệt hóa thổ nhưỡng - các loại đất có thể thay đổi đáng kể trong khu vực - có thể có sự góp phần vào tính đa dạng của họ này. Quang hợp C4 diễn ra ở một vài thành viên trong nhánh này, có lẽ đặc biệt là ở nhóm Sesuvioideae.
Sự thay đổi trong các đặc trưng phát triển - kích thước và hình dạng lá, sự thuôn dài của dóng, v.v. - là đáng kể. Mặc dù sự khác biệt đôi khi được tạo ra giữa các loài cây với các lá bắc dạng lá hay các lá bắc con trong đó cụm hoa là không khác biệt so với phần còn lại của cây, và các loài cây với các lá bắc nhỏ hơn và các cụm hoa khác biệt, người ta vẫn chưa rõ điều gì là đặc trưng phát triển thật sự và chúng tiến theo xu hướng nào trên cây phát sinhh chủng loài. Các đơn vị phát triển của nhiều loài bao gồm các cặp lá mọc dày nhiều hay ít trên mặt đất; chúng có thể gần như không thấy được trong các môi trường sống nhiều đá trong đó chúng mọc, có màu ánh nâu hay ánh xám và trông giống như những viên sỏi cuội, ngoại trừ khi chúng ra hoa - vì thế mà còn gọi là các "viên đá ra hoa". Các bề mặt phô ra của các lá đôi khi có các "cửa sổ" khác biệt. Ở một số loài thuộc chi Conophytum thì lá gần như hoàn toàn hợp sinh ngoại trừ một khe hở ngang trên đỉnh mà từ đó hoa xuất hiện. Các tế bào giống như bong bóng trên bề mặt lá (các "dị bào") có thể tham dự vào việc hút nước từ sương mai hay sương mù; các đơn vị phân loại khác có thể có các thành ngoài to dày chứa các lớp tinh thể calci oxalat. Ngoài ra, các tế bào riêng rẽ có thể là hình nhũ (vú) khác nhau hoặc nếu khác đi thì bề mặt bị chạm khắc và/hoặc với lớp sát mô sừng ngoài, các lỗ của khí khổng có thể trũng sâu. Về mặt hình thái, các lá này là các lá bắc góc hay lá bắc con, hoa đầu cành, và các chồi tái sinh phát triển trong các nách của các lá bắc con, là căn nguyên cho đơn vị ra hoa tiếp theo.
Straka (1955), Ihlenfeldt (1983) và Hartmann (1988) đã miêu tả hình thái phức tạp của các quả nang của nhánh [Aizooideae + Mesembryanthemoideae + Ruschioideae], thường là mở khi ẩm (hydrochastic). Có các sống vách ngăn chạy từ trục trung tâm tới các chỏm mảnh vỏ, nở ra khi chúng hấp thụ nước. Hạt phát tán bằng "tác động tia nước", sử dụng động năng của giọt mưa rơi va đập vào hạt, nhưng phụ thuộc vào các chi tiết của hình thái quả nang, hạt có thể phát tán tới các khoảng cách khác nhau. Tính dễ dàng phát tán hạt tỷ lệ nghịch với khoảng cách hạt có thể đi xa - nếu dễ dàng bắn ra thì hạt không bắn đi xa. Ở một vài chi thì quả phát tán như là các phần quả nứt nguyên vẹn. Có sự biến thiên đáng kể trong sự thiết lập "chiến lược" cua các hạt như vậy. Nhiều loài trong nhóm Sesuvioideae, với quả thông thường hơn, có hạt với áo hạt và phát tán nhờ kiến.

## Hóa học, hình thái học
Các nghiên cứu giải phẫu gỗ của Aizooideae và Sesuvioideae là cần thiết để sáng tỏ tiến hóa gỗ trong họ), xem thêm Rajput và Patil (2008) để có nghiên cứu về phát triển mạch ở loài Sesuvium portulacastrum. Các quản bào ruột cây dải rộng trong các loài cây mọng nước (Aizoaceae, Cactaceae, Portulacaceae) cũng được tìm thấy trong lá cách xa gân giữa ở Aizoaceae; các dải hẹp nhưng rất cao (= "rộng"), vì thế lỗ phơi sáng của tế bào là rất hẹp - tương tự như ở chi Hectorella thuộc họ Montiaceae, xem Carlquist (1998). Các nghiên cứu về bao hoa ở phân họ Sesuvioideae chỉ ra rằng phần gốc hình cánh hoa là tương đương với gốc màng bao lá, và "sừng" trên đỉnh tương đương với phần còn lại của lá, khá giống với phát triển lá ở thực vật một lá mầm; các gen hoa hình cánh hoa B không được biểu hiện, mặc dù chúng có trong các nhị lép hình cánh hoa của nhóm Ruschioideae. Bộ nhị có thể nảy sinh như một vòng mô phân sinh hay như 5 mầm tách biệt. Smets (1986) ghi nhận sự hiện diện của một đĩa mật đế hoa, trong khi Niesler và Hartmann (2007) đề xuất rằng sự tương quan của hình thái học mật hoa với các nhánh chính không phải là mạnh như người ta đã nghĩ; họ tìm thấy các đĩa mật phẳng nhiều hay ít ở chi Glottiphyllum (phân họ Ruschioideae). Hartmann (1993) lưu ý rằng chỏm phôi tâm có trong họ này, nhưng theo điều kiện này bà đã miêu tả các tế bào thuôn dài xuyên tâm của biểu bì phôi tâm mà chúng cũng được tìm thấy ở vài nhánh phần lõi khác của bộ Caryophyllales. Chi Aptenia có đầu nhụy ẩm.

## Phân loại
APG III chia họ này ra thành 4 phân họ như sau:
- Sesuvioideae
- Aizooideae
- Mesembryanthemoideae
- Ruschioideae gồm 3 tông:
  - Tông Apatesieae
  - Tông Dorotheantheae
  - Tông Ruschiae

Dưới đây là danh sách tổ hợp các chi được công nhận trong các phân họ Sesuvioideae, Aizooideae, Mesembryanthemoideae và Ruschioideae, nhưng các ranh giới chi (và loài) là không chắc chắn, các giới hạn loài và chi là khó trong họ này. Đầu thế kỷ 20, chi Mesembryanthemum bao gồm cả Ruschioideae và Mesembryanthemoideae, và cho tới gần đây thì Mesembryanthemoideae, nhỏ hơn trong số hai phân họ này, đã được chia ra thành vài chi nữa. Tuy nhiên, Klak và ctv. (2007) trong một nghiên cứu bao hàm toàn diện về phân họ, đã thu được sự dung giải phát sinh chủng loài khá chi tiết trong phạm vi phân họ này. Bản thân chi Mesembryanthemum, mặc dù là chi khá nhỏ, lại là đa ngành, và bất kỳ ý định nào để duy trì các chi hiện tại, như Klak nghĩ, đều có thể tạo ra sự thừa nhận vô số các đơn vị phân loại thường là được nêu đặc trưng rất kém; nên bà chỉ công nhận một chi. Quyết định này có thể phải xem lại, do các tác giả khác cho rằng các nhánh tại đó có thể được nêu đặc trưng (V. Bittrich, trao đổi cá nhân; Liede-Schumann & Hartmann, 2009). Năm 1993 Hammer đã lưu ý rằng có khoảng 1.800 quần thể đã biết của chi Conophytum (Ruschioideae) - với 450 tên gọi; các ước tính hiện tại về giới hạn loài cho chi này nằm trong khoảng từ 87 tới 290.

### Sesuvioideae
Phân họ Sesuvioideae Lindley chứa 4-5 chi, 36 loài. Chủ yếu tại vùng nhiệt đới và cận nhiệt đới; loài Sesuvium portulacastrum phổ biến rộng khắp vùng nhiệt đới, tại các vùng duyên hải.
- Cypselea Turpin (bao gồm cả Radiana).
- Sesuvium L. (bao gồm cả Diplochonium, Psammanthe, Pyxipoma): Khoảng 12 loài phiên hạch, hải châu, hải mã xỉ. Tại Việt Nam có 1 loài (Sesuvium portulacastrum, đồng nghĩa: Portulaca portulacastrum).
- Trianthema L. (bao gồm cả Ancistrostigma, Papularia, Portulacastrum, Reme): Khoảng 17 loài. Tại Việt Nam có 1 loài (Trianthema portulacastrum, đồng nghĩa Trianthema monogyna). Tên gọi trong tiếng Việt là cỏ tam khôi, diễn đàn, dàu dàu, sam biển, rau sam giả, phiến thạch, giả hải mã xỉ.
- Tribulocarpus S.Moore. Chi này cùng chi Tetragonia được một số nhà thực vật học tách ra thành họ Tetragoniaceae.
- Zaleya Burm.f. (bao gồm cả Zaleja).

### Aizooideae
Phân họ Aizooideae chứa khoảng 7 chi và 135 loài. Sinh sống tại các khu vực khô ở miền nam châu Phi, cũng có ở Australia (chi Gunniopsis), vài loài tại Bắc Phi và Tiểu Á, Bắc Mỹ v.v. (chi Aizoon). Đồng nghĩa: Galeniaceae Rafinesque, Tetragoniaceae Link.
- Acrosanthes Eckl. & Zeyh.
- Aizoanthemum Dinter ex Friedrich
- Aizoon L. (bao gồm cả Veslingia)
- Galenia L.
- Gunniopsis Pax (bao gồm cả Gunnia, Neogunnia).
- Plinthus Fenzl
- Tetragonia L. (bao gồm cả Anisostigma, Demidovia, Ludolfia, Tetragonella): Khoảng 85 loài phiên hạnh.

### Mesembryanthemoideae
Phân họ Mesembryanthemoideae Ihlenfeldt, Schwantes & Straka, đồng nghĩa: Mesembryanthaceae Burnett.
Từ 1 (khi đó tất cả gộp trong chi Mesembryanthemum) tới 11 chi (tùy tác giả) và khoảng 100-215 loài. Các chi đa dạng nhất là Phyllobolus (~150 loài), Psilocaulon (65 loài). Chủ yếu tại miền nam châu Phi, vài loài tại miền tây Nam Mỹ, Australia, Bắc Phi, khu vực Địa Trung Hải và Cận Đông, tự nhiên hóa tại miền tây Bắc Mỹ.
- Aptenia N.E.Br. (bao gồm cả Litocarpus, Platythyra, Tetracoilanthus).
- Aridaria N. E. Br. (bao gồm cả Nycteranthus).
- Aspazoma N.E.Br.
- Brownanthus Schwantes (bao gồm cả Pseudobrownanthus).
- Dactylopsis N.E.Br.
- Mesembryanthemum L. (bao gồm cả Callistigma, Cryophytum, Derenbergiella, Eurystigma, Gasoul, Halenbergia, Hydrodea, Opophytum, Pentacoilanthus Rappa & Camarrone 1953, Perapentacoilanthus, Pteropentacoilanthus, Schickia): tùng diệp cúc.
- Phyllobolus N.E.Br. (bao gồm cả Amoebophyllum, Nycterianthemum, Pentacoilanthus Rappa & Camarrone 1960, Sphalmanthus).
- Prenia N. E. Br.
- Psilocaulon N.E.Br. (bao gồm cả Caulipsolon).
- Sceletium N. E. Br.

### Ruschioideae
Phân họ Ruschioideae Schwantes chứa khoảng 106-110 chi và khoảng 1.585 loài. Các chi đa dạng nhất: Ruschia (290-350 loài), Conophytum (87-290 loài), Lampranthus (180-220 loài), Delosperma (155-165 loài), Drosanthemum (100-110 loài), Antimima (6-60 loài). Sinh sống tại miền nam châu Phi, đặc biệt là vùng duyên hải phía tây Succulent Karoo.

#### Tông Apatesieae
- Apatesia N.E.Br.
- Carpanthea N.E.Br. (bao gồm cả Macrocaulon).
- Caryotophora Leistner
- Conicosia N.E.Br. (bao gồm cả Herrea).
- Hymenogyne Haw. (bao gồm cả Thyrasperma).
- Saphesia N.E.Br.
- Skiatophytum L.Bolus (bao gồm cả Gymnopoma).

#### Tông Dorotheantheae
- Aethephyllum N.E.Br.
- Cleretum N.E.Br. (bao gồm cả Micropterum).
- Dorotheanthus Schwantes (bao gồm cả Pherelobus, Pherolobus, Sineoperculum, Stigmatocarpum): thái hồng cúc.

#### Tông Ruschiae
- Acrodon N.E.Br.
- Aloinopsis Schwantes (bao gồm cả Acaulon, Aistocaulon, Deilanthe, Prepodesma).
- Amphibolia L.Bolus ex A.G.J.Herre
- Antegibbaeum Schwantes ex C.Weber
- Antimima N.E.Br.
- Arenifera A.G.J.Herre
- Argyroderma N.E.Br. (bao gồm cả Roodia).
- Astridia Dinter
- Bergeranthus Schwantes
- Bijlia N.E.Br. (bao gồm cả Bolusanthemum).
- Braunsia Schwantes (bao gồm cả Echinus).
- Brianhuntleya Chess. et al.
- Carpobrotus N.E.Br. (bao gồm cả Sarcozona).
- Carruanthus (Schwantes) Schwantes (bao gồm cả Tischleria).
- Cephalophyllum (Haw.) N.E.Br.
- Cerochlamys N.E.Br.
- Chasmatophyllum (Schwantes) Dinter & Schwantes
- Cheiridopsis N.E.Br.
- Circandra N.E.Br.
- Conophytum N.E.Br. (bao gồm cả Berrisfordia, Derenbergia, Herreanthus, Ophthalmophyllum).
- Corpuscularia Schwantes (bao gồm cả Schonlandia).
- Cylindrophyllum Schwantes (bao gồm cả Calamophyllum).
- Delosperma N.E.Br.
- Dicrocaulon N.E.Br.
- Didymaotus N.E.Br.
- Dinteranthus Schwantes
- Diplosoma Schwantes (bao gồm cả Maughania, Maughaniella).
- Disphyma N.E.Br.
- Dracophilus (Schwantes) Dinter & Schwantes
- Drosanthemum Schwantes
- Eberlanzia Schwantes
- Ebracteola Dinter & Schwantes
- Enarganthe N.E.Br.
- Erepsia N.E.Br. (bao gồm cả Kensitia, Piquetia, Semnanthe).
- Esterhuysenia L.Bolus
- Faucaria Schwantes: hổ văn thảo (cỏ vằn hổ)
- Fenestraria N.E.Br.
- Frithia N.E.Br.
- Gibbaeum Haw. (bao gồm cả Argeta, Mentocalyx, Rimaria N.E.Br.): bảo đĩnh thảo.
- Glottiphyllum Haw.: xoa diệp thảo.
- Hallianthus H.E.K.Hartmann
- Hereroa (Schwantes) Dinter & Schwantes
- Ihlenfeldtia H. E. K. Hartmann
- Imitaria N.E.Br.
- Jacobsenia L.Bolus & Schwantes (bao gồm cả Anisocalyx, Drosanthemopsis).
- Jensenobotrya A.G.J.Herre
- Jordaaniella H.E.K.Hartmann
- Juttadinteria Schwantes
- Khadia N.E.Br.
- Lampranthus N.E.Br.
- Lapidaria (Dinter & Schwantes) N.E.Br.
- Leipoldtia L.Bolus (bao gồm cả Rhopalocyclus).
- Lithops N.E.Br.: thạch đầu thảo.
- Machairophyllum Schwantes (bao gồm cả Perissolobus).
- Malephora N.E.Br. (bao gồm cả Crocanthus, Hymenocyclus).
- Mestoklema N.E.Br. ex Glen
- Meyerophytum Schwantes (bao gồm cả Depacarpus).
- Mitrophyllum Schwantes (bao gồm cả Conophyllum, Mimetophytum, Schwantesia L.Bolus).
- Monilaria Schwantes
- Mossia N.E.Br.
- Muiria N.E.Br.
- Namaquanthus L.Bolus
- Namibia (Schwantes) Dinter & Schwantes
- Nananthus N.E.Br. (bao gồm cả Prepodesma?).
- Nelia Schwantes (bao gồm cả Sterropetalum).
- Neohenricia L.Bolus (bao gồm cả Henricia).
- Octopoma N.E.Br.
- Odontophorus N.E.Br.
- Oophytum N.E.Br.
- Orthopterum L.Bolus
- Oscularia Schwantes
- Ottosonderia L.Bolus
- Pleiospilos N.E.Br. (bao gồm cả Punctillaria): phượng noãn thảo (cỏ trứng phượng)
- Polymita N.E.Br.
- Psammophora Dinter & Schwantes
- Rabiea N.E.Br.
- Rhinephyllum N.E.Br. (bao gồm cả Neorhine, Peersia).
- Rhombophyllum (Schwantes) Schwantes
- Ruschia Schwantes
- Ruschianthemum Friedrich
- Ruschianthus L.Bolus
- Schlechteranthus Schwantes
- Schwantesia Dinter
- Scopelogena L.Bolus
- Smicrostigma N.E.Br.
- Stayneria L.Bolus
- Stoeberia Dinter & Schwantes
- Stomatium Schwantes (bao gồm cả Agnirictus).
- Tanquana H.E.K.Hartmann & Liede
- Titanopsis Schwantes (bao gồm cả Verrucifera).
- Trichodiadema Schwantes
- Vanheerdea L.Bolus ex H.E.K.Hartmann (bao gồm cả Rimaria L.Bolus, Vanheerdia).
- Vanzijlia L.Bolus
- Vlokia S. A. Hammer
- Wooleya L.Bolus
- Zeuktophyllum N.E.Br.

## Phát sinh chủng loài
Tại đây lấy theo Klak và ctv. (2003) cho việc gộp nhóm cơ bản trong họ; Aizoaceae nghĩa hẹp dường như là cận ngành. Chi Tribulocarpus, từng được xếp trong phân họ Tetragonioideae, có quan hệ chị em với phân họ Sesuvioideae, và tại bài này nó được gộp trong phân họ này; nó có quả không nứt và không có áo hạt. Về phát sinh chủng loài của phân họ Sesuvioideae, xem Hassan và ctv. (2005). Chi Tetragonia được gộp trong phân họ Aizooideae, tuy nhiên, nó có các tia, thiếu các dải sợi như của các thành viên khác trong họ Aizoaceae, và có nhu mô cận mạch cận kề các sợi.
Hai tông Apatesieae và Dorotheantheae là chị em kế tiếp với phần còn lại của Ruschioideae, và chúng không có nhiều loài. Nhiều loài hơn nhiều là phần lõi của Ruschioideae - bao gồm các phân tông Drosanthemeae và Ruschieae - có đĩa mật hình mào, quả nang nổ tung bằng hơi ẩm với giải phẫu khác biệt  chỉ giải phóng vài hạt một lúc, dải quản bào rộng là phổ biến (không có ở các đơn vị phân loại chị em), với các lá hình trụ hay tiết diện tam giác và mọng nước, không có lá phẳng nhiều hay ít và không có các tế bào biểu bì dạng bong bóng như phần còn lại của họ này. Chúng cũng mất intron rpoC1 của lạp lục.
Cây phát sinh chủng loài dưới đây lấy theo Klak và ctv. (2003).

|  | Apatesieae                                                  |
|  |                                                             |
|  | \| \| Dorotheantheae \| \| \| \| \| \| Ruschiae \| \| \| \| |
|  |                                                             |
|  | Dorotheantheae                                              |
|  |                                                             |
|  | Ruschiae                                                    |
|  |                                                             |

|  | Dorotheantheae |
|  |                |
|  | Ruschiae       |
|  |                |

|  | Apatesieae                                                  |
|  |                                                             |
|  | \| \| Dorotheantheae \| \| \| \| \| \| Ruschiae \| \| \| \| |
|  |                                                             |
|  | Dorotheantheae                                              |
|  |                                                             |
|  | Ruschiae                                                    |
|  |                                                             |

|  | Dorotheantheae |
|  |                |
|  | Ruschiae       |
|  |                |

|  | Apatesieae                                                  |
|  |                                                             |
|  | \| \| Dorotheantheae \| \| \| \| \| \| Ruschiae \| \| \| \| |
|  |                                                             |
|  | Dorotheantheae                                              |
|  |                                                             |
|  | Ruschiae                                                    |
|  |                                                             |

|  | Dorotheantheae |
|  |                |
|  | Ruschiae       |
|  |                |

|  | Apatesieae                                                  |
|  |                                                             |
|  | \| \| Dorotheantheae \| \| \| \| \| \| Ruschiae \| \| \| \| |
|  |                                                             |
|  | Dorotheantheae                                              |
|  |                                                             |
|  | Ruschiae                                                    |
|  |                                                             |

|  | Dorotheantheae |
|  |                |
|  | Ruschiae       |
|  |                |

|  | Apatesieae                                                  |
|  |                                                             |
|  | \| \| Dorotheantheae \| \| \| \| \| \| Ruschiae \| \| \| \| |
|  |                                                             |
|  | Dorotheantheae                                              |
|  |                                                             |
|  | Ruschiae                                                    |
|  |                                                             |

|  | Dorotheantheae |
|  |                |
|  | Ruschiae       |
|  |                |

|  | Apatesieae                                                  |
|  |                                                             |
|  | \| \| Dorotheantheae \| \| \| \| \| \| Ruschiae \| \| \| \| |
|  |                                                             |
|  | Dorotheantheae                                              |
|  |                                                             |
|  | Ruschiae                                                    |
|  |                                                             |

|  | Dorotheantheae |
|  |                |
|  | Ruschiae       |
|  |                |

|  | Apatesieae                                                  |
|  |                                                             |
|  | \| \| Dorotheantheae \| \| \| \| \| \| Ruschiae \| \| \| \| |
|  |                                                             |
|  | Dorotheantheae                                              |
|  |                                                             |
|  | Ruschiae                                                    |
|  |                                                             |

|  | Dorotheantheae |
|  |                |
|  | Ruschiae       |
|  |                |

|  | Apatesieae                                                  |
|  |                                                             |
|  | \| \| Dorotheantheae \| \| \| \| \| \| Ruschiae \| \| \| \| |
|  |                                                             |
|  | Dorotheantheae                                              |
|  |                                                             |
|  | Ruschiae                                                    |
|  |                                                             |

|  | Dorotheantheae |
|  |                |
|  | Ruschiae       |
|  |                |

|  | Apatesieae                                                  |
|  |                                                             |
|  | \| \| Dorotheantheae \| \| \| \| \| \| Ruschiae \| \| \| \| |
|  |                                                             |
|  | Dorotheantheae                                              |
|  |                                                             |
|  | Ruschiae                                                    |
|  |                                                             |

|  | Dorotheantheae |
|  |                |
|  | Ruschiae       |
|  |                |

|  | Apatesieae                                                  |
|  |                                                             |
|  | \| \| Dorotheantheae \| \| \| \| \| \| Ruschiae \| \| \| \| |
|  |                                                             |
|  | Dorotheantheae                                              |
|  |                                                             |
|  | Ruschiae                                                    |
|  |                                                             |

|  | Dorotheantheae |
|  |                |
|  | Ruschiae       |
|  |                |

|  | Apatesieae                                                  |
|  |                                                             |
|  | \| \| Dorotheantheae \| \| \| \| \| \| Ruschiae \| \| \| \| |
|  |                                                             |
|  | Dorotheantheae                                              |
|  |                                                             |
|  | Ruschiae                                                    |
|  |                                                             |

|  | Dorotheantheae |
|  |                |
|  | Ruschiae       |
|  |                |

|  | Apatesieae                                                  |
|  |                                                             |
|  | \| \| Dorotheantheae \| \| \| \| \| \| Ruschiae \| \| \| \| |
|  |                                                             |
|  | Dorotheantheae                                              |
|  |                                                             |
|  | Ruschiae                                                    |
|  |                                                             |

|  | Dorotheantheae |
|  |                |
|  | Ruschiae       |
|  |                |

|  | Apatesieae                                                  |
|  |                                                             |
|  | \| \| Dorotheantheae \| \| \| \| \| \| Ruschiae \| \| \| \| |
|  |                                                             |
|  | Dorotheantheae                                              |
|  |                                                             |
|  | Ruschiae                                                    |
|  |                                                             |

|  | Dorotheantheae |
|  |                |
|  | Ruschiae       |
|  |                |

|  | Apatesieae                                                  |
|  |                                                             |
|  | \| \| Dorotheantheae \| \| \| \| \| \| Ruschiae \| \| \| \| |
|  |                                                             |
|  | Dorotheantheae                                              |
|  |                                                             |
|  | Ruschiae                                                    |
|  |                                                             |

|  | Dorotheantheae |
|  |                |
|  | Ruschiae       |
|  |                |

|  | Apatesieae                                                  |
|  |                                                             |
|  | \| \| Dorotheantheae \| \| \| \| \| \| Ruschiae \| \| \| \| |
|  |                                                             |
|  | Dorotheantheae                                              |
|  |                                                             |
|  | Ruschiae                                                    |
|  |                                                             |

|  | Dorotheantheae |
|  |                |
|  | Ruschiae       |
|  |                |

|  | Apatesieae                                                  |
|  |                                                             |
|  | \| \| Dorotheantheae \| \| \| \| \| \| Ruschiae \| \| \| \| |
|  |                                                             |
|  | Dorotheantheae                                              |
|  |                                                             |
|  | Ruschiae                                                    |
|  |                                                             |

|  | Dorotheantheae |
|  |                |
|  | Ruschiae       |
|  |                |

## Sử dụng
Một vài loài trong họ Aizoaceae có thể ăn được, bao gồm:
- Carpobrotus edulis và Mesembryanthemum crystallinum có lá ăn được.
- Loài bi na New Zealand (Tetragonia tetragonioides) được trồng trong vườn tại một số nơi có khí hậu khô và được sử dụng thay cho rau bi na trong các món xa lát cao cấp.

## Thư viện ảnh

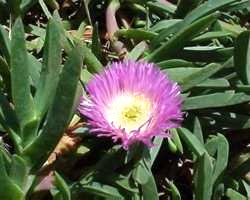
Carpobrotus edulis.
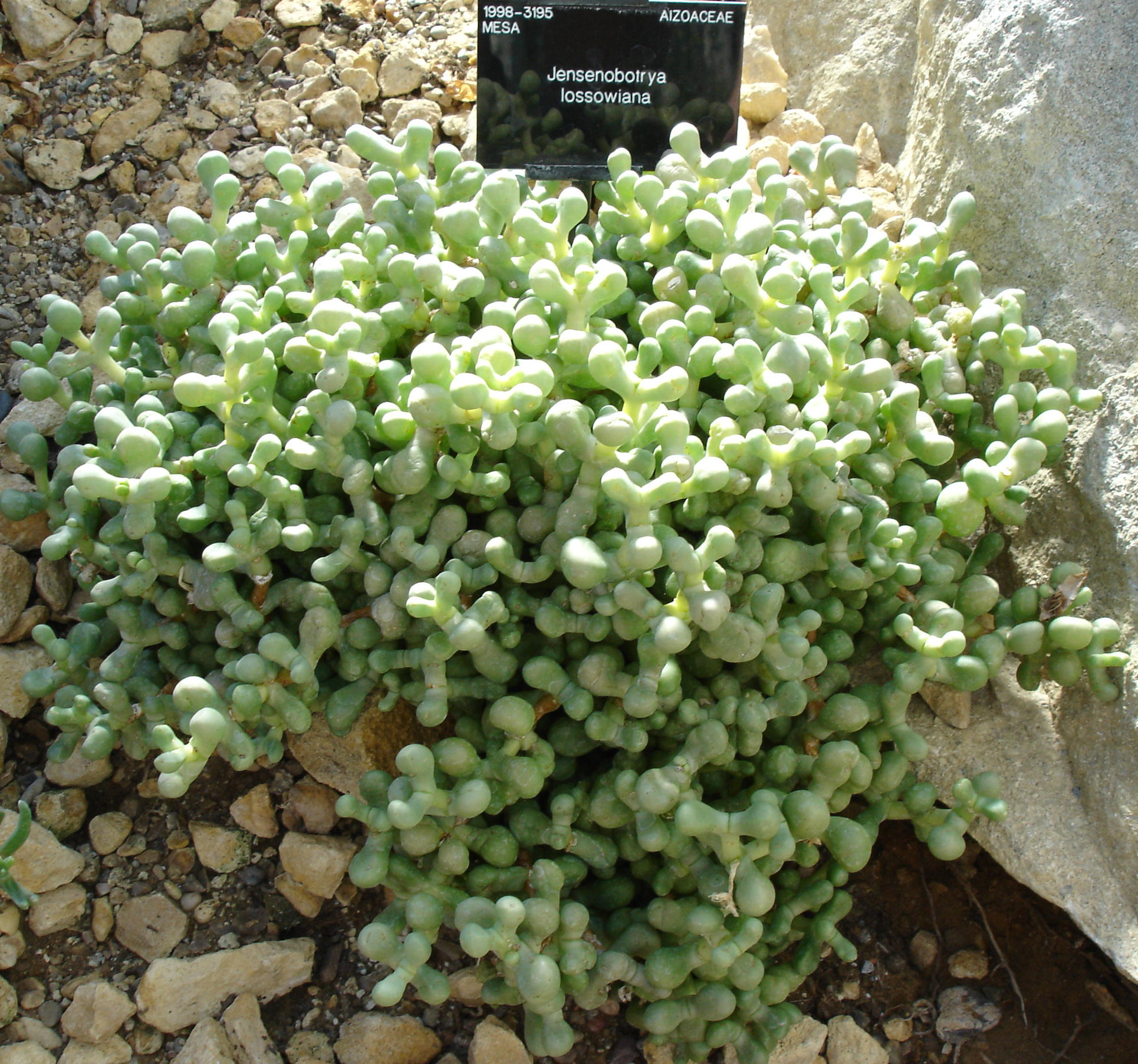
Jensenobotrya lossowiana.
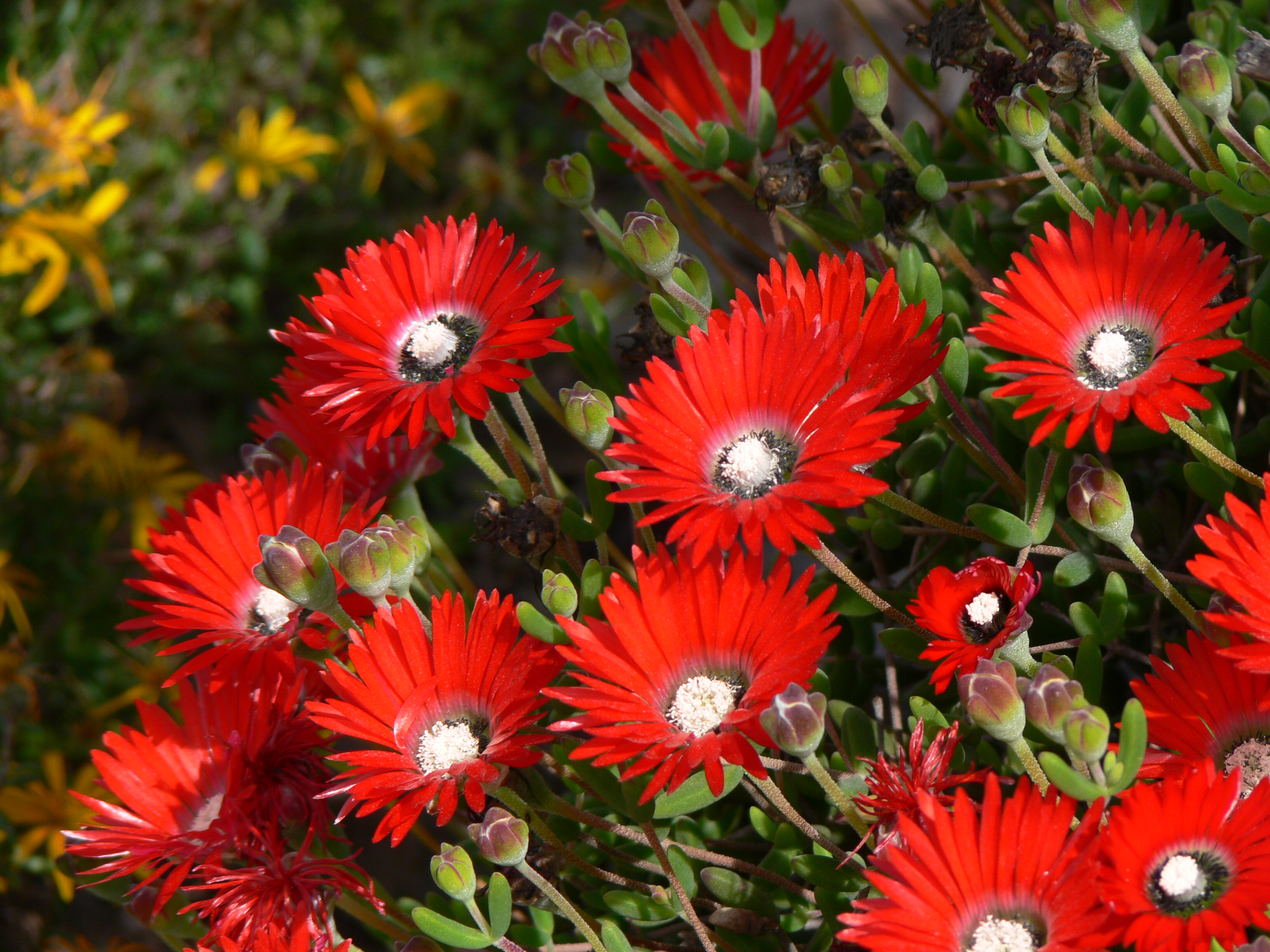
Drosanthemum speciosum.
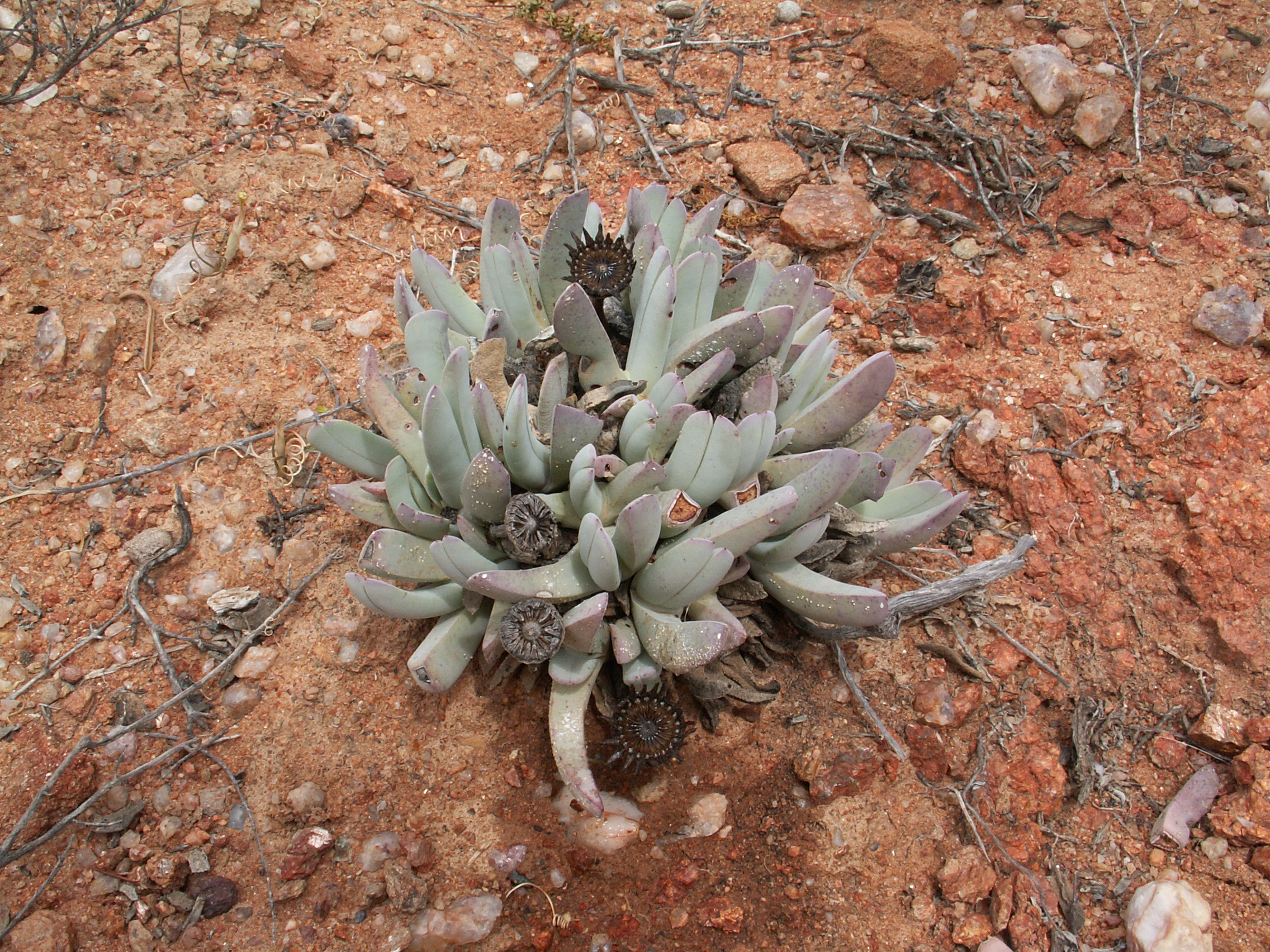
Cephalophyllum spec.
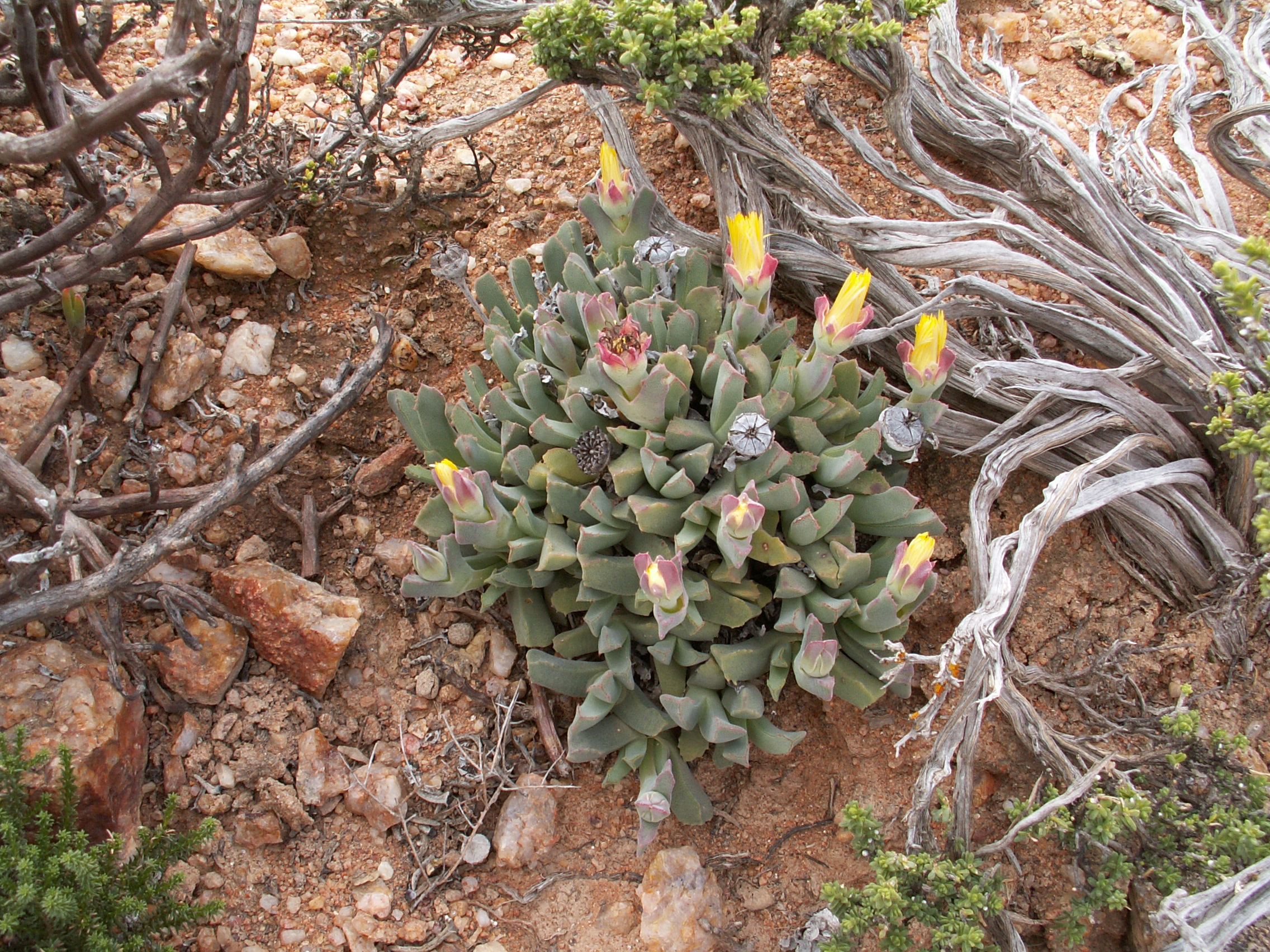
Odontophorus angustifolius.